# Ломазька губернія
Ломазька губернія — адміністративна одиниця Берестейської економії. Фольварок Студянка.

## Ключі
- Вісковський
- Вогинський
- Києвецький
- Кобилянський
- Кривовербський
- Ломазький
- Пищатський
- Трояновський